# روبرت ر. كيسي
روبرت ر. كيسي (بالإنجليزية: Robert R. Casey)‏ هو محامي وقاضي وسياسي أمريكي، ولد في 27 يوليو 1915 في جوبلن في الولايات المتحدة، وتوفي في 17 أبريل 1986 في هيوستن في الولايات المتحدة. حزبياً، نشط في الحزب الديمقراطي. وقد انتخب عضو مجلس نواب تكساس وانتخب عضو مجلس النواب الأمريكي.